# Gatto Gayer-Anderson
Il gatto egizio  detto  Gatto Gayer-Anderson è un manufatto votivo risalente al Periodo tardo dell'Egitto che il Pascià Robert Grenville Gayer-Anderson donò al British Museum..

## Descrizione
La statuetta è una rappresentazione della dea Bastet in bronzo ed oro. Il gatto è ricoperto di ornamenti protettivi come l'amuleto wadjet e due scarabei, rispettivamente sul capo e sul petto. Gli orecchini e l'anello al naso sembrano essere stati aggiunti in altre epoche..
Nel Museo Gayer-Anderson al Cairo è conservata una copia della statua.